# Sova močvarica
Sova močvarica (lat. Asio flammeus) je vrsta sova iz porodice Strigidae.
Ova vrsta voli otvorena ritska i močvarna staništa. Gnjezdi se i provodi danju na tlu, obično u trsci i u gustoj travi. Pripada u sove srednje veličine. Hrani se uglavnom glodavcima i sitnim pticama. Ova vrsta je česta na sjeveru Europe, a u Hrvatskoj je uglavnom zimski gost. 
Po vanjskom izgledu pomalo podsjeća na malu ušaru, s tim što su joj perjane uške manje i postavljene na gornjem rubu „vela”, nekako odmah iznad očiju.
Rasprostranjena je u Europi, Aziji, Sjevernoj i Južnoj Americi, Karibima, Havajima i Galapagosu.  Zimi se seli iz sjevernih krajeva prema jugu šireći područje svoje rasprostranjenosti. Poznato je da se sova močvarica naseljava u područjima visoke populacije glodavaca. 

## Prehrana
Sove močvarice uglavnom love noću, ali mogu i danju. Lov po danu se podudara s periodom visoke aktivnosti voluharica, njenog plijena. Ova vrsta ima sposobnost letjeti samo metar iznad zemlje na otvorenom polju ili livadi prije nego što se obruši na svoj plijen. Nekoliko sova može zajedno loviti na istom polju. Prehrana se sastoji uglavnom od glodavaca, naročito voluharica, ali će se također hraniti i drugim manjim sisavcima i većim kukcima. Nekad, ali rjeđe se hrane i manjim pticama.

## Razmnožavanje
Ova sova se mimo običaja drugih vrsta gnjezdi na tlu, u visokom ritskom raslinju. Kao i mala ušara, i ova vrsta je društvena pa se zimi okuplja u jata. Da bi obranila lako dostupno gnijezdo s mladuncima od grabljivica, sova močvarica ponekad se ponaša kao da je „podivljala”. Naime, ona kruži, izvodi akrobacije u zraku i udara krilima jedno o drugo, sve da bi privukla pažnju nasrtljivca i odvukla ga od gnijezda gdje su jaja ili mladi.